# Eva Marie Saint
Eva Marie Saint (Newark, 4 de julho de 1924) é uma atriz norte-americana. Foi premiada com o Oscar de melhor atriz coadjuvante no ano de 1954 por seu trabalho no filme On the Waterfront (conhecido como Há Lodo no Cais em Portugal e como Sindicato de Ladrões no Brasil), no qual contracenou com Marlon Brando.
Foi comum vê-la interpretando o estereótipo da loira carismática e graciosa em papéis importantes da década de 1950 em diante. Hoje, embora já com mais de 90 anos, continua a atuar. Uma de suas participações mais recentes se deu em Superman Returns (2006), onde interpretou Martha Kent.
Após o falecimento de Olivia de Havilland no dia 26 de julho de 2020, Eva Marie passou a deter um curioso recorde entre todos os atores e atrizes vivos atualmente que já foram premiados com o Oscar, pelo menos uma vez, em quaisquer das quatro categorias de interpretação (melhor ator, melhor atriz, melhor ator coadjuvante, melhor atriz coadjuvante): a mais velha atriz viva detentora de um Oscar (completou cem anos no dia 4 de julho de 2024) e a mais antiga premiada ainda viva, entre todas as categorias de interpretação (todos os atores e atrizes premiados no mesmo ano de Eva Marie Saint e anteriormente já são falecidos).

## Biografia
Saint nasceu na cidade de Newark, no estado americano de Nova Jérsei. Estudou atuação na Bowling Green State University e lá se tornou membro da fraternidade Delta Gamma.
Realizou uma série de trabalhos tanto no rádio como na televisão, até ganhar o Drama Critics Awards (Prêmio dos Críticos de Drama, em português) por seu trabalho na peça de teatro A Trip to Bountiful, de 1953.

### Carreira
O primeiro papel de Saint no cinema foi em On the Waterfront (1954) ao lado de Marlon Brando, trabalho pelo qual ela foi vencedora do Óscar na categoria Melhor Atriz Coadjuvante.

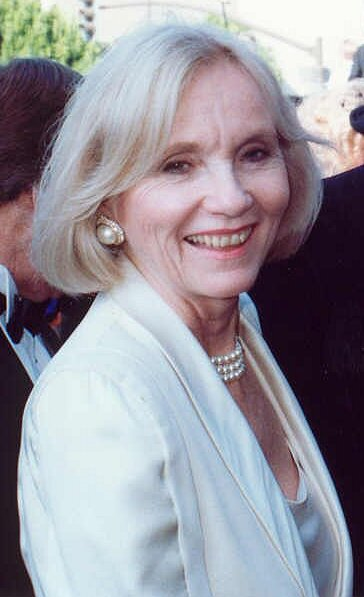
Eva Marie Saint em 1990

Os seus filmes mais conhecidos são justamente os desse período de sua carreira: A Hatful of Rain (1957) ao lado de Don Murray; North by Northwest (Intriga Internacional em português), dirigido por Alfred Hitchcock em 1959, no qual ela atuou ao lado de Cary Grant; e Exodus, filme de 1960 que adaptava o romance homônimo de Leon Uris sobre o navio usado por judeus fugitivos do Holocausto em 1947. Paul Newman também fez parte do elenco.
Durante a década de 1970, Saint, insatisfeita com os papéis que lhe estavam sendo propostos, voltou a trabalhar na televisão. Na década seguinte, voltaria ao teatro. Já participou de uma quantidade considerável de filmes para TV, e, em 1990, ganhou um dos Prêmios Emmy por sua interpretação na minissérie televisiva People Like Us.
Saint interpretou Martha Kent, a mãe adotiva de Superman, no filme de 2006 Superman Returns.
A atriz possui duas estrelas na Calçada da Fama de Hollywood, uma por suas contribuições ao cinema - localizada na 6 624 Hollywood Blvd. - e outra por suas contribuições na televisão - 6 730 Hollywood Blvd.

## Filmografia
| Ano  | Título original                                 | Papel               | Observações    |
| ---- | ----------------------------------------------- | ------------------- | -------------- |
| 2014 | Um Conto do Destino                             | Willa Penn          |                |
| 2006 | Superman Returns                                | Martha Kent         |                |
| 2005 | Don't Come Knocking                             | mãe de Howard       |                |
| 2005 | Because of Winn-Dixie                           | Miss Franny         |                |
| 2000 | I Dreamed of Africa                             | Franca              |                |
| 1997 | Time to Say Goodbye?                            | Ruth Klooster       |                |
| 1996 | Mariette in Ecstasy                             | Madre Saint-Raphael |                |
| 1996 | Titanic (1996)                                  | Hazel Foley         |                |
| 1986 | Nothing in Common                               | Lorraine Basner     |                |
| 1972 | Cancel My Reservation                           | Sheila Bartlett     |                |
| 1970 | Loving                                          | Selma Wilson        |                |
| 1968 | The Stalking Moon                               | Sarah Carver        |                |
| 1966 | Grand Prix: Challenge of the Champions          | Louise Frederickson |                |
| 1966 | The Russians Are Coming the Russians Are Coming | Elspeth Whittaker   |                |
| 1965 | The Sandpiper                                   | Claire Hewitt       |                |
| 1965 | 36 Hours                                        | Anna Hedler         |                |
| 1962 | All Fall Down                                   | Echo O'Brien        |                |
| 1960 | Exodus                                          | Kitty Fremont       |                |
| 1959 | North by Northwest                              | Eve Kendall         |                |
| 1957 | Raintree County                                 | Nell Gaither        |                |
| 1957 | Operation Raintree                              |                     | curta aparição |
| 1957 | A Hatful of Rain                                | Celia Pope          |                |
| 1956 | That Certain Feeling                            | Dunreath Henry      |                |
| 1954 | On the Waterfront                               | Edie Doyle          |                |

## Trabalhos na televisão
- Campus Hoopla (1946-1947)
- A Christmas Carol (1947)
- Versatile Varieties (membra do elenco entre 1950 e 1951)
- One Man's Family (membra do elenco entre 1950 e 1952)
- The Trip to Bountiful (1953)
- Carol for Another Christmas (1964)
- The Macahans (1976)
- The Fatal Weakness (1976)
- How the West Was Won (1977) (minissérie)
- Taxi!!! (1978)
- A Christmas to Remember (1978)
- When Hell Was in Session (1979)
- The Curse of King Tut's Tomb (1980)
- The Best Little Girl in the World (1981)
- Splendor in the Grass (1981)
- Malibu (1983)
- Jane Doe (1983)
- Love Leads the Way: A True Story (1984)
- Fatal Vision (1984)
- A Year in the Life (1986) (minissérie)
- The Last Days of Patton (1986)
- Breaking Home Ties (1987)
- I'll Be Home for Christmas (1988)
- Voyage of Terror: The Achille Lauro Affair (1990)
- People Like Us (1990)
- Palomino (1991)
- Kiss of a Killer (1993)
- My Antonia (1995)
- After Jimmy (1996)
- Titanic (1996)
- Jackie's Back! (1999) (curta aparição)
- Papa's Angels (2000)
- Open House (2003)
- Avatar: A Lenda de Korra (2012)